# Shechong
Shechong (kinesiska: 社冲乡, 社冲) är en socken i Kina. Den ligger i den autonoma regionen Guangxi, i den södra delen av landet, omkring 210 kilometer nordost om regionhuvudstaden Nanning. Antalet invånare är 14355. Befolkningen består av 6 888 kvinnor och 7 467 män. Barn under 15 år utgör 16,0 %, vuxna 15-64 år 72 %, och äldre över 65 år 10,0 %.
Genomsnittlig årsnederbörd är 2 096 millimeter. Den regnigaste månaden är juni, med i genomsnitt 417 mm nederbörd, och den torraste är februari, med 54 mm nederbörd.